# Воронцово (местечко, Можайский городской округ)

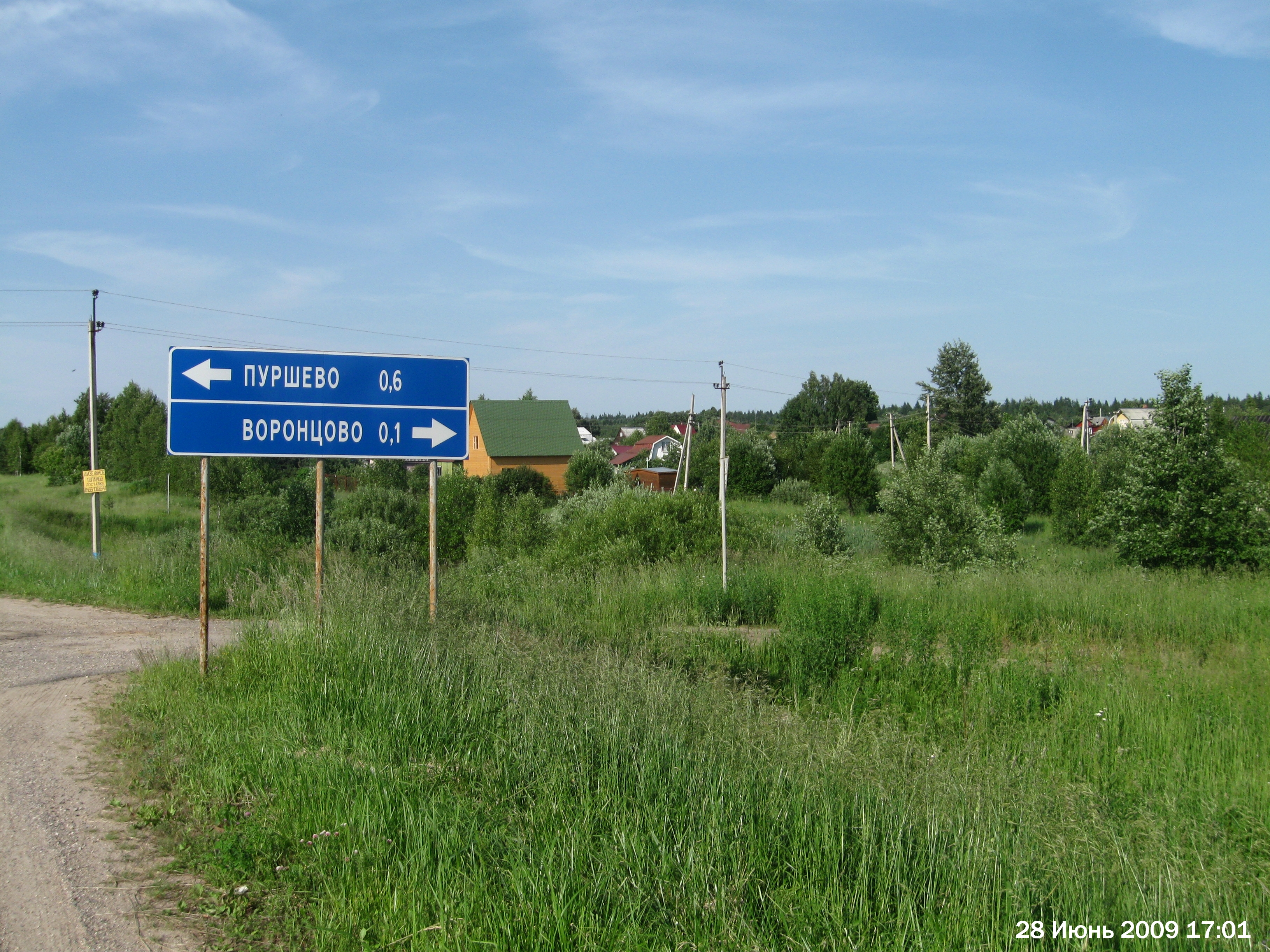

Воронцо́во — местечко в сельском поселении Клементьевское Можайского района Московской области. 

## География
Деревня расположена на северо-востоке района, у границы с Рузским, в болотистой местности, примерно в 10 км к северу от Можайска, высота над уровнем моря 183 м. Ближайшие населённые пункты — Петрово на северо-западе, Пуршево на западе и Шеломово на юго-западе.

## История
До реформы 2006 года относилась к Павлищевскому сельскому округу.
Постановлением Губернатора Московской области от 21 февраля 2019 года № 76-ПГ категория населённого пункта изменена с «деревня» на «местечко».

## Население
| 2002 | 2006 | 2010 |
| ---- | ---- | ---- |
| 8    | ↘1   | ↘0   |